# オカオグルマ属
オカオグルマ属（オカオグルマぞく、学名：Tephroseris (Rchb.) Rchb. (1841)）は、キク科キク亜科の属の一つ。かつて、キオン属（ノボロギク属）Senecio L. に分類されていたが、同属から分離された属の一つである。

## 特徴
ふつう多年草、まれに一年草または二年草。茎は直立し、葉とともに白い綿毛におおわれることが多い。根出葉はロゼット状になり、花期にも存在する種と枯れて存在しない種とがある。葉身は広卵形からさじ形で、縁に粗い鋸歯があるかまたはやや全縁となる。頭状花序は茎先に散形花序または散房花序につくか、まれに単生する。総苞は筒形から筒状鐘形、半球形になり、ふつう総苞基部に萼片のような苞葉はない。総苞片は1列で多数あり、披針形で縁が膜質になることが多い。頭花には舌状花と筒状花がある。舌状花はふつう11-15個あり、ふつう楕円形であるがときに線形になり、黄色、橙色または紅紫色になり、花冠に4脈があり、花冠先端に3個の小鋸歯がある。筒状花は黄色または黄褐色で、花冠裂片は5個になる。舌状花と筒状花ともに稔性があり、結実する。花柱分枝の先端は切形になるか少しとがる。果実は円柱形の痩果になり稜がある。冠毛は白色から赤褐色の毛状になる。

## 分布
ユーラシア大陸の温帯から寒帯に約50種分布し、北アメリカ大陸にも1種ある。日本には6種1亜種が分布する。

## 名前の由来
属名 Tephroseris は、ギリシア語で "tephros" + "seris" 、「灰色の」+「チコリまたはエンダイブ」の意味で、おそらく、密な綿毛を持った葉の色に由来すると考えられる。ドイツの博物学者、動物学者、植物学者であるライヘンバッハが、1841年に提唱した。

## 種
和名、学名は、YListに、種の保全状況評価は、日本のレッドデータ検索システムによる。

### 日本に分布する種
- コウリンカ（紅輪花[4]）Tephroseris flammea (Turcz. ex DC.) Holub subsp. glabrifolia (Cufod.) B.Nord. - 茎は直立し、高さ30-60cmになり、ほとんど毛はないが、上部に少しくも毛がある。根出葉は花期には生存しない。花期は7-9月。総苞は鐘型で黒紫色。頭花は6-13個が散形状につき、舌状花冠は橙黄色で、長さ17-22mmで下垂する。本州に分布し、山地の湿り気のある草原に生育する。世界では朝鮮半島に分布する[2]。絶滅危惧II類 (VU)。
  - タカネコウリンギク Tephroseris flammea (Turcz. ex DC.) Holub subsp. flammea - コウリンカの分類上の基本種。茎は直立し、高さ15-40cmになり、長く縮れた毛とくも毛がある。花期は7-9月。頭花は2-7個が散形状につき、舌状花冠は鮮オレンジ色で、長さ13-22mmでやや下垂する。九州の阿蘇山、九重山などに分布し、草原に生育する。世界では朝鮮半島、中国大陸、ロシア極東地方に分布する[2][5]。絶滅危惧IB類 (EN)。
- キバナコウリンカ Tephroseris furusei (Kitam.) B.Nord. - 茎は直立し、高さ20-50cmになり、クモ毛がある。根出葉は花期には生存するか生存しない。花期は6-7月。総苞は鐘型。頭花は3-5個が散形状につき、舌状花冠は鮮黄色で、長さ12-16mmになる。日本固有種で、本州の秩父山地に特産し、石灰岩地に生育する[2]。絶滅危惧IB類 (EN) 。
- オカオグルマ（丘小車[6]）Tephroseris integrifolia (L.) Holub subsp. kirilowii (Turcz. ex DC.) B.Nord. - 茎は直立し、高さ20-65cmになり、上部が紫色をおび、密にくも毛がある。根出葉は花期に生存する。花期は5-6月。総苞は筒型で緑色。頭花は3-9個が散房状または散形状につき、舌状花冠は黄色で、長さ12-16mmになる。本州、四国、九州、琉球に分布し、乾いた草原に生育する。世界では朝鮮半島、台湾、中国大陸、モンゴル、ロシア極東地方に分布する[2]。
- ミヤマオグルマ（深山小車[7]）Tephroseris kawakamii (Makino) Holub - 茎は直立し、高さ17-30cmになり、葉とともに白い綿毛がある。根出葉は花期に生存する。花期は7-8月。総苞は鐘型で緑色。頭花は3-7個が散形状につき、舌状花冠は黄色で、長さ9-12mmになる。色丹島、北海道の利尻山・ポロヌプリ山・斜里岳・大雪山系・夕張岳・暑寒別岳・徳舜瞥山・ホロホロ山に分布し、高山帯の草地や礫地に生育する。世界ではサハリンに分布する[2]。
- サワオグルマ（沢小車[6]）Tephroseris pierotii (Miq.) Holub - 茎は直立し、高さ50-80cmになり、中空で太くやわらかく、葉とともに白いくも毛がある。根出葉は花期に生存する。花期は4-6月。総苞は筒型で緑色。頭花は6-30個が散房状または散状につき、舌状花冠は黄色で、長さ13-18mmになる。日本固有種で、本州、四国、九州、琉球に分布し、山間の湿地に生育する[2]。
- タカネコウリンカ（高嶺高輪花[7]、高嶺紅輪花[8]）Tephroseris takedana (Kitam.) Holub - 茎は直立し、高さ18-35cmになり、葉とともに白い綿毛におおわれる。根出葉は花期には生存する。花期は7-8月。総苞は筒型で黒紫色、基部に苞葉がある。頭花は4-5個が散形状につき、舌状花冠は橙黄色で、長さ10mmで斜上する。日本固有種で、本州中部の志賀高原・湯ノ丸山・北アルプス・八ヶ岳・南アルプスに分布し、亜高山から高山の乾いた草地に生育する[2]。準絶滅危惧 (NT)。

### 国外の主な種
- ミズオグルマ Tephroseris palustris (L.) Rchb.
- イワオグルマ Tephroseris phaeantha (Nakai) C.Jeffery et Y.L.Chen
- カワラオグルマ Tephroseris subdentata (Bunge) Holub
- シマコウリンカ Tephroseris taitoensis (Hayata) Holub